# Vinicius Rezende Costa Freitas
Vinicius Rezende Costa Freitas (* 5. Juni 1995) ist ein brasilianischer Beachvolleyballspieler.

## Karriere
Beim einzigen Juniorenturnier seiner Karriere gewann Rezende an der Seite von André Loyola 2014 alle fünf Begegnungen der Vorrundengruppe B. Das Duo entschied auch das Achtelfinale der U21-Weltmeisterschaft für sich, verlor danach jedoch gegen den späteren Weltmeister und Olympiasieger Christian Sørum und seinen damaligen Partner Hendrik Mol in zwei äußerst knappen Sätzen mit 33:35, 22:24. Die Brasilianer nahmen im folgenden Jahr an drei Open der FIVB World Tour teil, überstanden in Puerto Vallarta zwei Qualifikationsrunden und die Poolphase und belegten nach der Niederlage in der ersten Hauptrunde den geteilten siebzehnten Rang. Mit Allison Cittadin scheiterte Vinicius Rezende 2016 bei zwei Events der internationalen Beachserie schon vor dem Hauptwettkampf. Mit
Marcus Borlini startete er in der gleichen und der folgenden Saison ausschließlich bei nationalen Veranstaltungen mit überschaubaren Resultaten. Der erste Sieg seiner Karriere gelang ihm 2018 mit Luciano Ferreira beim Ein-Stern-Wettbewerb in Miguel Pereira. Bei Events an diesem Ort im Bundesstaat Rio de Janeiro stand Rezende zwei weitere Male auf dem Treppchen. 2019 beim gleichartigen Turnieer mit Hevaldo Moreira und viere Jahre später beim Futures der Beach Pro Tour 2023 mit Heitor Barbosa reichte es jeweils zum dritten Platz. In der Spielzeit zuvor hatte Vinicius seine wertvollsten Erfolge bis zu diesem Zeitpunkt erreicht. Mit Evandro Gonçalves belegte er sowohl beim Challenge auf den Malediven als auch beim Elite16 in Uberlândia den geteilten fünften Rang. Ein annähernd ähnlich gutes Ergebnis gelang ihm bei der vorletzten Veranstaltung der 2024er Tour in Nuvali, als er mit Heitor den siebten Platz erkämpfte.